# 8 november
8 november is de 312de dag van het jaar (313de dag in een schrikkeljaar) in de gregoriaanse kalender. Hierna volgen nog 53 dagen tot het einde van het jaar.

## Gebeurtenissen
- Algemeen
  - 1962 - In de wijk Dieze te Zwolle wordt de miljoenste naoorlogse woning van Nederland opgeleverd, namelijk Hogenkampsweg 139.[1]
  - 1983 - Aardbeving in Luik met een sterkte van 5,0 op de schaal van Richter. Hierbij vallen twee doden en tientallen gewonden.
  - 1992 - President César Gaviria van Colombia kondigt de noodtoestand af na opnieuw een reeks van geweld in zijn land.
  - 1994 - De Franse politie pakt meer dan zeventig mensen op bij een actie tegen vermeende aanhangers van de Groupe Islamique Armé (GIA), de gewelddadigste groep moslim-extremisten die in Algerije vecht voor een islamitisch regime.
  - 2002 - Opening van de Color Line Arena, een multifunctionele arena in de Duitse stad Hamburg.
  - 2005 - Na elf dagen van rellen in Frankrijk kondigt president Jacques Chirac de noodtoestand af.[1]
  - 2006 - Drukkerij PCM Uitgevers in Amsterdam wordt even na middernacht beschoten met een mortier.
  - 2006 - Windows Vista bereikt de release to manufacture status.
  - 2009 - De Nederlandse politie houdt in het asielzoekerscentrum in Dronten een Somaliër aan. De 43-jarige man is volgens de Verenigde Staten betrokken geweest bij de ondersteuning van de internationale jihad.
  - 2013 - Tyfoon Haiyan, een van de zwaarste stormen ooit, trekt over de Filipijnen. Hierbij komen meer dan 10.000 mensen in met name de Visayas om het leven.
  - 2023 - The Academy of Urbanism in Londen roept Amersfoort uit tot Europese stad van het jaar "vanwege de kwaliteit van leven, vooruitstrevende stadsplanning en vernieuwing terwijl het karakter en erfgoed behouden blijven."[2][3]

- Infrastructuur
  - 1922 - Parijse metrolijn 9 voor het eerst geopend.[1]
  - 2007 - Voor de eerste maal sinds de ingebruikname wordt de Maeslantkering in de Nieuwe Waterweg uit voorzorg gesloten als gevolg van een mogelijk naderende stormvloed.[1]

- Kunst en cultuur
  - 1920 - Bruintje Beer maakt zijn debuut in de Daily Express.
  - 1983 - Uit handen van koning Boudewijn van België ontvangt de dichter Lucebert de Prijs der Nederlandse Letteren.
  - 2010 - De Franse schrijver Michel Houellebecq wint de Prix Goncourt voor La Carte et le Territoire.
  - 2010 - De Belg David Van Reybrouck sleept met Congo. Een geschiedenis de AKO Literatuurprijs in de wacht.
  - 2023 - Schrijfster Anya Niewierra is met het boek De Camino dit jaar de winnaar van de NS Publieksprijs.[4]
  - 2023 - De Amerikaanse vakbond van acteurs in Hollywood, SAG-AFTRA, bereikt onder voorbehoud van goedkeuring door de leden een akkoord met de grote filmstudio's over de financiële kwesties waarvoor de acteurs al sinds afgelopen juli in staking waren. Volgens de vakbond is de waarde van de overeenkomst meer dan $1 miljard. De leden kunnen vanaf 9 november 2023 weer aan het werk gaan.[5][6]

- Media
  - 2020 - Van spelprogramma Eén tegen 100 wordt de 500e aflevering uitgezonden.
  - 2023 - Het Amerikaanse tijdschrift Time Magazine publiceert een interview met de Nederlandse Formule 1-coureur Max Verstappen en plaatst een afbeelding van hem op de voorkant. Verstappen is de Nederlandse sporter die door het blad op de voorkant is gezet.[7][8]

- Oorlog
  - 1940 - De Nederlandse onderzeeboot O 22 keert niet terug van een patrouille en wordt als vermist beschouwd.[1]
  - 1989 - Bij een hevige slag tussen Marokkaanse troepen en strijders van de guerrillabeweging Polisario komen meer dan honderd mensen om het leven in het gebied Amgala in de Westelijke Sahara.
  - 2006 - In Srebrenica is een massagraf met daarin slachtoffers van het Bloedbad van 1995 ontdekt.[1]

- Politiek
  - 1576 - In Gent tekenen de gewesten Holland en Zeeland de Pacificatie van Gent.[1]
  - 1889 - Montana wordt de 41e staat van de Verenigde Staten.[9]
  - 1923 - In München vindt de Bierkellerputsch plaats onder leiding van Adolf Hitler.[1]
  - 1939 - In München ontsnapt Hitler aan een door Georg Elser gepleegde bomaanslag in de Bürgerbräukeller.[1]
  - 1981 - In België zijn er provincieraadsverkiezingen.
  - 1991 - In Tallinn wordt de Baltische Assemblee opgericht.
  - 2005 - Na een motie van wantrouwen ingediend door GroenLinks moet wethouder Marco Pastors van Leefbaar Rotterdam het veld ruimen op grond van een interview, waarin hij had gezegd dat criminele moslims vaak hun religie misbruiken om hun gedrag te rechtvaardigen.
  - 2016 - Donald Trump wint de Amerikaanse presidentsverkiezingen.

- Religie
  - 1982 - Paus Johannes Paulus II brengt op de negende dag van zijn rondreis door Spanje een bezoek aan Valencia.

- Sport
  - 1891 - De eerste Nederlandse strafschop in de geschiedenis wordt genomen in de wedstrijd tussen de Haagsche Voetbal Vereniging (HVV) en de Haarlemsche Football Club (HFC). De strafschop mist het doel.[10]
  - 1998 - In de Pakistaanse stad Lahore wint de Nederlandse hockeyploeg voor de vierde keer de Champions Trophy.
  - 2020 - Twee voetbaltrainers in de Eredivisie zijn vertrokken. Aleksandar Ranković werd ontslagen bij ADO Den Haag en John van den Brom verliet FC Utrecht om trainer te worden van KRC Genk.

- Wetenschap en technologie
  - 1895 - Wilhelm Röntgen ontdekt de röntgenstraling.[1]
  - 2010 - De Large Hadron Collider, een ondergrondse deeltjesversneller op de Frans-Zwitserse grens, produceert een minioerknal door loodionen op elkaar te laten botsen.
  - 2005 - Europese ruimtevaartorganisatie ESA lanceert het ruimtevaartuig Venus Express. Het is de eerste Europese missie naar de planeet Venus.[11]
  - 2011 - De aardscherende planetoïde 2005 YU55 vliegt op een afstand van 325.000 kilometer langs de aarde, dat is minder dan de afstand tot de maan.
  - 2022 - Een centrale totale maansverduistering treedt op die zichtbaar is in Azië, Australië en Amerika, maar niet in Nederland en België. Deze verduistering is de 20e in Sarosreeks 136.[12]
  - 2023 - De Europese Klimaatorganisatie Copernicus maakt bekend dat uit metingen blijkt dat oktober 2023 wereldwijd de warmste oktobermaand is sinds de metingen zijn begonnen. De gemiddelde temperatuur kwam uit op 15,30 °C, 0,85 °C boven het langjarig gemiddelde van 1991-2020 en 0,40 °C boven het vorige record van oktober 2019. Over alle maanden gemeten was alleen in september 2023 de temperatuurafwijking nog groter.[13]
  - 2023 - Lancering van een Falcon 9 raket van SpaceX vanaf Kennedy Space Center Lanceercomplex 40 voor de Starlink group 6-27 missie met 23 Starlink satellieten.[14]

## Geboren

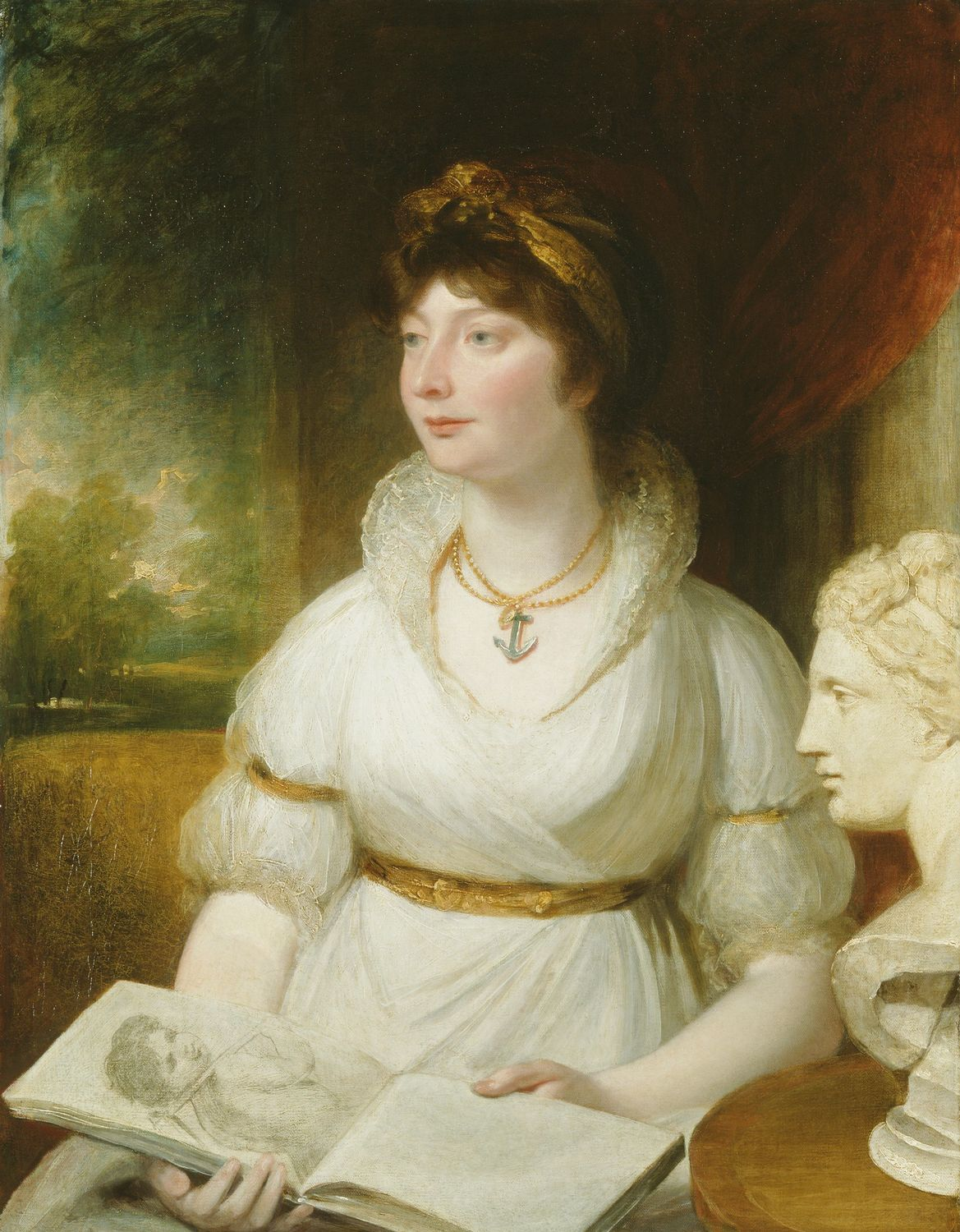
Prinses Augusta van Hannover
geboren in 1768

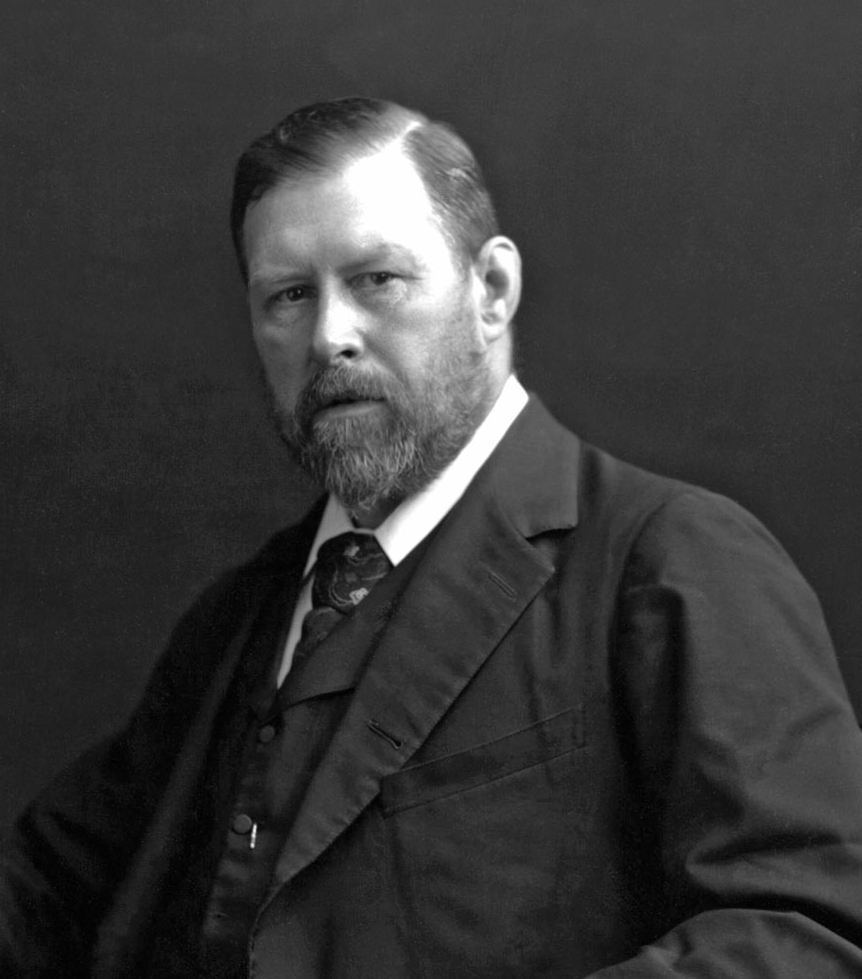
Bram Stoker
geboren in 1847

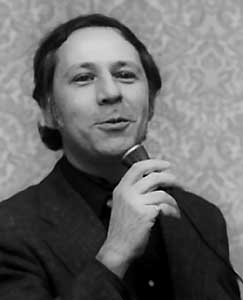
Ben Bova
geboren in 1932

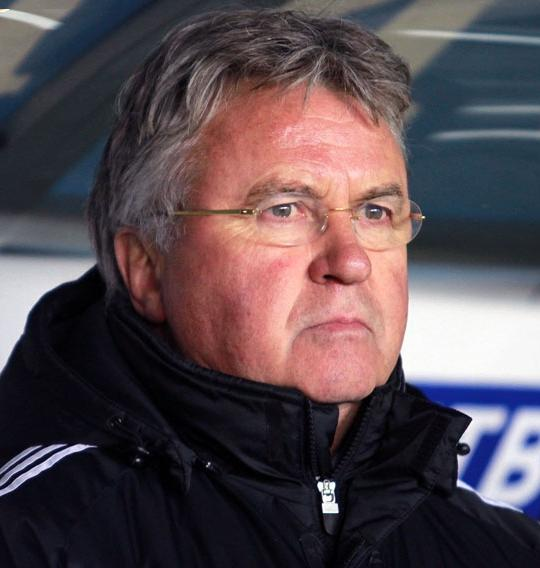
Guus Hiddink
geboren in 1946

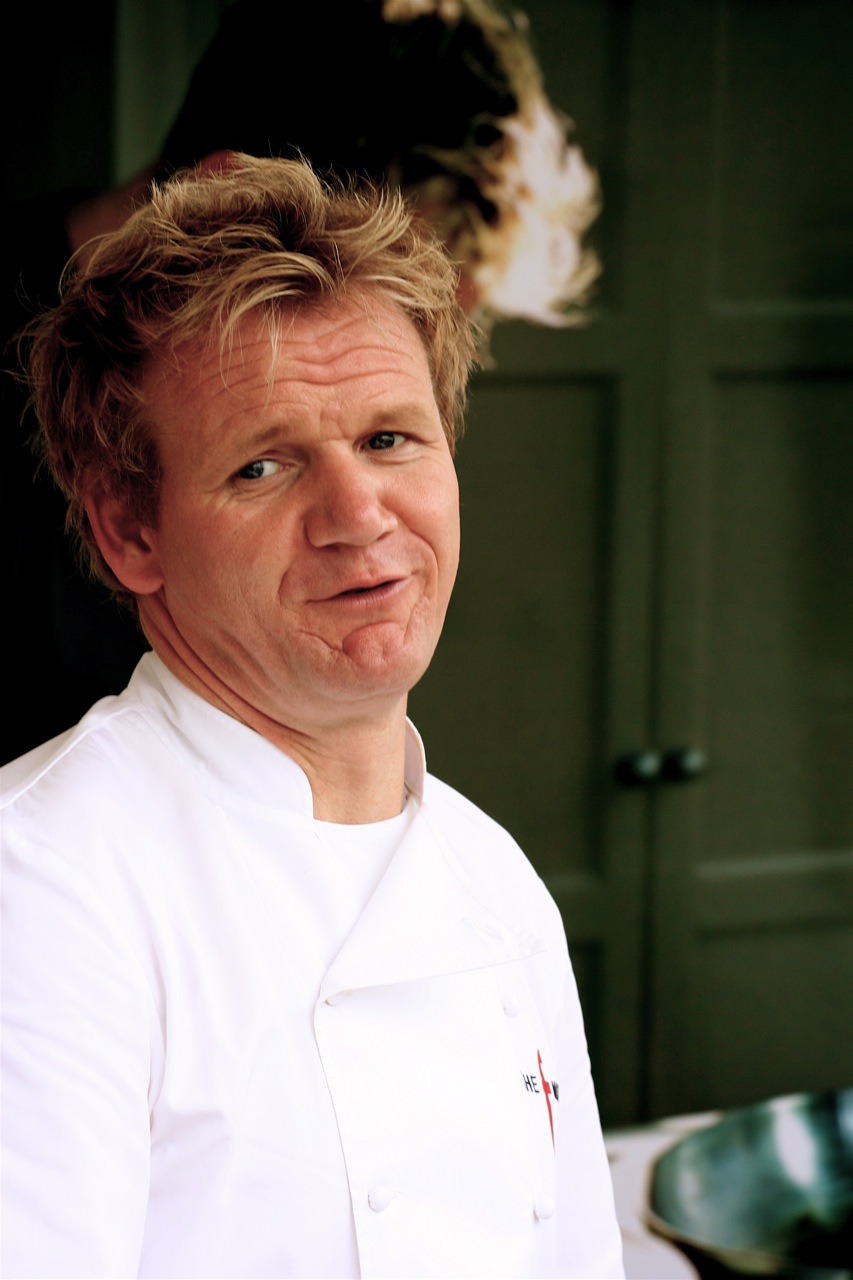
Gordon Ramsay
geboren in 1966

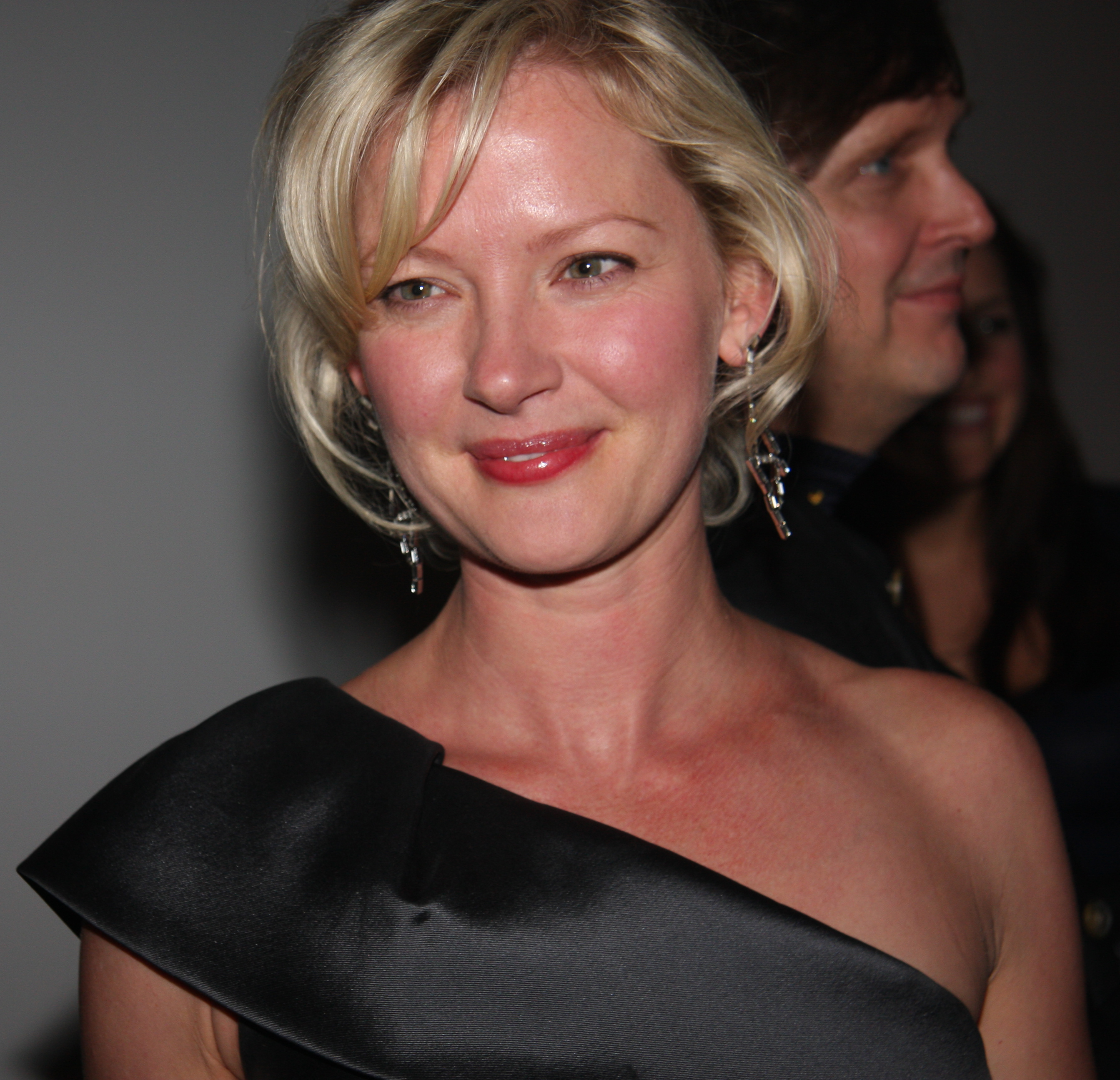
Gretchen Mol
geboren in 1972

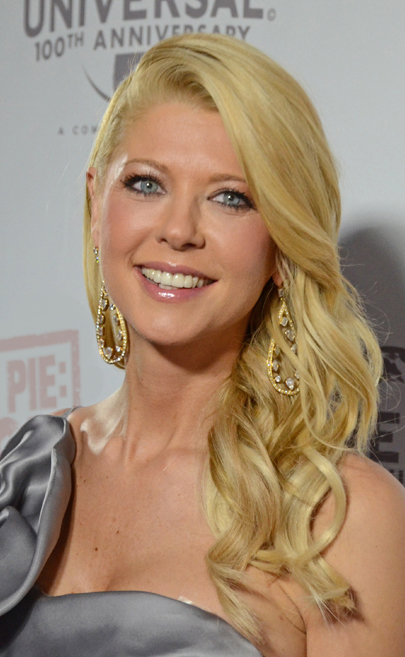
Tara Reid
geboren in 1975

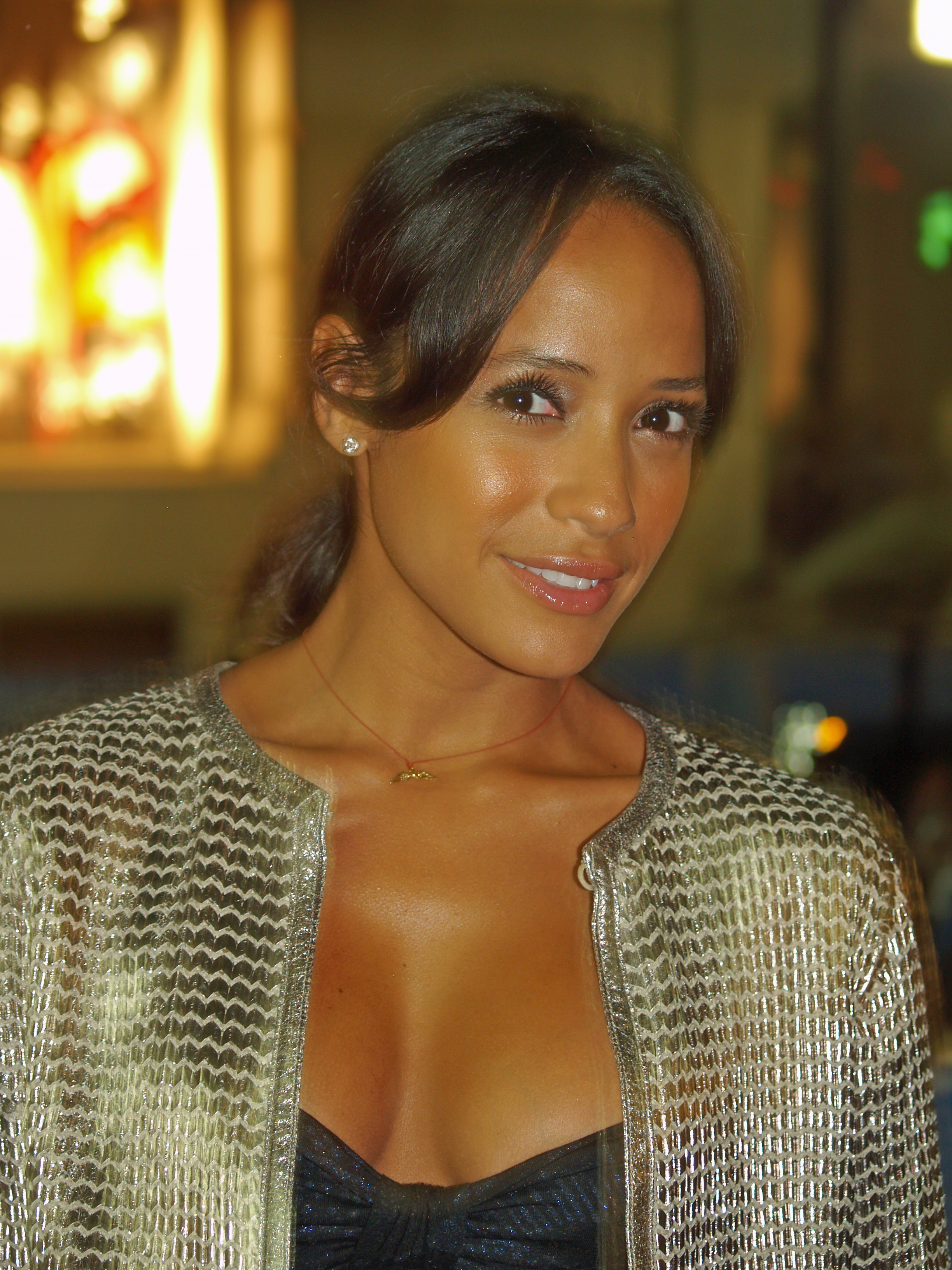
Dania Ramirez
geboren in 1979

- 30 - Nerva, Romeins keizer (overleden 98)
- 1622 - Koning Karel X Gustaaf van Zweden (overleden 1660)
- 1656 - Edmond Halley, Brits sterrenkundige (overleden 1742)
- 1676 - Louise Bénédicte van Bourbon, Frans edelvrouw (overleden 1753)
- 1715 - Elisabeth Christine van Brunswijk-Bevern, vrouw van Frederik II van Pruisen (overleden 1797)
- 1763 - Otto Wilhelm Masing, Estisch predikant en taalkundige (overleden 1832)
- 1768 - Prinses Augusta, prinses van het Verenigd Koninkrijk (overleden 1840)
- 1800 - Dominicus Franciscus du Bois, Zuid-Nederlands kunstschilder en tekenaar (overleden 1840)
- 1818 - Marco Minghetti, Italiaans politicus (overleden 1886)
- 1847 - Jean Casimir-Perier, Frans politicus (overleden 1907)
- 1847 - Bram Stoker, Iers schrijver (overleden 1912)
- 1848 - Gottlob Frege, Duits rekenkundige (overleden 1925)
- 1854 - Johannes Rydberg, Zweeds natuurkundige (overleden 1919)
- 1862 - Signe Hornborg, Finse architecte (overleden 1916)
- 1868 - Felix Hausdorff, Duits rekenkundige (overleden 1942
- 1872 - Felipe Carrillo Puerto, Mexicaans revolutionair (overleden 1924)
- 1878 - Marshall Walter Taylor, Amerikaans wielrenner (overleden 1932)
- 1879 - Ernest De Vriendt, Belgisch volksfiguur (overleden 1955)
- 1883 - Arnold Bax, Engels componist (overleden 1953)
- 1884 - Hermann Rorschach, Zwitsers psycholoog (overleden 1922)
- 1885 - Tomoyuki Yamashita, Japans generaal (overleden 1946)
- 1887 - Joeri Sjaporin, Russisch componist en dirigent (overleden 1966)
- 1888 - David Monrad Johansen, Noors componist (overleden 1974)
- 1893 - Rama VII, koning van Thailand (overleden 1941)
- 1897 - Dorothy Day, Amerikaans journaliste en activiste (overleden 1980)
- 1899 - Ernest Adam, Belgisch politicus (overleden 1985)
- 1900 - Margaret Mitchell, Amerikaans schrijfster (overleden 1949)
- 1906 - Andrej Pavlovitsj Kirilenko, Sovjet-Russisch politicus (overleden 1990)
- 1906 - Edmond Kramer, Zwitsers voetballer (overleden 1945)
- 1908 - Dumitru Comănescu, Roemeens landbouwingenieur en supereeuweling (overleden 2020)
- 1908 - Martha Gellhorn, Amerikaans schrijfster en journaliste (overleden 1998)
- 1912 - Stylianos Pattakos, Grieks militair en politicus (overleden 2016)
- 1912 - Ad Windig, Nederlands fotograaf (overleden 1996)
- 1913 - Rudolf Harbig, Duits atleet (overleden 1944)
- 1914 - Norman Lloyd, Amerikaans acteur (overleden 2021)
- 1915 - Gustav Fischer, Zwitsers ruiter (overleden 1990)
- 1915 - Lamberto Gardelli, Italiaans dirigent (overleden 1998)
- 1916 - Peter Weiss, Duits-Zweeds schrijver, beeldend kunstenaar en graficus (overleden 1982)
- 1918 - Hermann Zapf, Duits lettertypeontwerper, boekbandontwerper, kalligraaf (overleden 2015)
- 1919 - Cy Grant, Guyaans acteur (overleden 2010)
- 1920 - Eugênio de Araújo Sales, Braziliaans kardinaal-aartsbisschop van Rio de Janeiro (overleden 2012)
- 1922 - Ademir Marques de Menezes (Ademir), Braziliaans voetballer (overleden 1996)
- 1922 - Christiaan Barnard, Zuid-Afrikaans hartchirurg (overleden 2001)
- 1922 - André Devreker, Belgisch hoogleraar (overleden 2012)
- 1923 - Jack Kilby, Amerikaans natuurkundige (overleden 2005)
- 1923 - Lenze Meinsma, Nederlands arts (overleden 2008)
- 1924 - Dmitri Jazov, Maarschalk van de Sovjet-Unie (overleden 2020)
- 1927 - Patti Page, Amerikaans zangeres (overleden 2013)
- 1927 - Jørgen Reenberg, Deens acteur (overleden 2023)
- 1928 - Natalie Zemon Davis, Amerikaans-Canadees historica (overleden 2023)
- 1931 - Paolo Taviani, Italiaans filmregisseur (overleden 2024)
- 1932 - Stéphane Audran, Frans actrice (overleden 2018)
- 1932 - Ben Bova, Amerikaans sciencefictionschrijver, journalist en redacteur (overleden 2020)
- 1933 - Peter Arundell, Brits autocoureur (overleden 2009)
- 1934 - Jan-Willem van Erven Dorens, Nederlands hockeyer
- 1935 - Alain Delon, Frans acteur (overleden 2024)
- 1935 - Alfonso López Trujillo, Colombiaans kardinaal (overleden 2008)
- 1936 - Edward Gibson, Amerikaans ruimtevaarder
- 1936 - Cees Kick, Nederlands voetballer en voetbaltrainer (overleden 2019)
- 1938 - Pleuni Touw, Nederlands actrice
- 1939 - Henning Christophersen, Deens politicus (overleden 2016)
- 1939 - Laila Kinnunen, Fins zangeres (overleden 2000)
- 1940 - Liesbeth Brandt Corstius, Nederlands kunsthistorica en museumdirecteur (overleden 2022)
- 1940 - Joop van Caldenborgh, Nederlands industrieel en kunstverzamelaar
- 1942 - Sandro Mazzola, Italiaans voetballer
- 1943 - Martin Peters, Engels voetballer (overleden 2019)
- 1944 - Bonnie Bramlett, Amerikaans zangeres (Delaney & Bonnie)
- 1944 - Frits Veerman, Nederlands, naar verluidt, oudste klokkenluider (overleden 2021)
- 1945 - Vincent Nichols, Brits kardinaal
- 1945 - Johan Sisal, Surinaams politicus
- 1946 - Herman Deinum, Nederlands basgitarist
- 1946 - Guus Hiddink, Nederlands voetballer en voetbaltrainer
- 1946 - Roy Wood, Brits rockmuzikant
- 1947 - Giorgio Francia, Italiaans autocoureur
- 1947 - Minnie Riperton, Amerikaans zangeres (overleden 1979)
- 1948 - Fred Newhouse, Amerikaans atleet (overleden 2025)
- 1949 - Bonnie Raitt, Amerikaans zangeres
- 1949 - Cor Vriend, Nederlands atleet
- 1950 - Ab Tamboer, Nederlands drummer (overleden 2016)
- 1952 - Jan Raas, Nederlands wielrenner
- 1952 - Alfre Woodard, Amerikaans actrice
- 1954 - Kazuo Ishiguro, Japans-Brits schrijver en Nobelprijswinnaar
- 1954 - Rickie Lee Jones, Amerikaans singer-songwriter
- 1955 - Patricia Barber, Amerikaans jazz- en blueszangeres, jazzpianiste en -componiste
- 1955 - Jean-Paul Praet, Belgisch atleet
- 1956 - Richard Curtis, Engels scriptschrijver
- 1956 - Jan Douwe Kroeske, Nederlands radio- en televisiepresentator en diskjockey
- 1957 - Leen Ryckaert, Belgisch psychologe
- 1958 - Gerolf Annemans, Belgisch politicus
- 1958 - Yoav Gallant, Israëlisch militair en politicus
- 1959 - Alan Curbishley, Engels voetballer en voetbaltrainer
- 1960 - Kees Blokker, Nederlands fotograaf en fotojournalist (overleden 2023)
- 1960 - Dragan Kanatlarovski, Macedonisch voetballer en voetbalcoach
- 1960 - Michael Nyqvist, Zweeds acteur (overleden 2017)
- 1961 - Leif Garrett, Amerikaans zanger en acteur
- 1961 - Alexis Mendoza, Colombiaans voetballer en voetbalcoach
- 1963 - Russell Malone, Amerikaans jazzgitarist (overleden 2024)
- 1965 - Jahn Ivar Jakobsen, Noors voetballer
- 1965 - Katrien Pauwels, Belgisch schaatsster
- 1966 - Urmie Plein, Surinaams actrice
- 1966 - Gordon Ramsay, Engels chef-kok
- 1967 - José Luís Caminero, Spaans voetballer
- 1967 - Kamar de los Reyes, Puerto Ricaans-Amerikaans acteur (overleden 2023)
- 1967 - Courtney Thorne-Smith, Amerikaans actrice
- 1968 - Zehava Ben, Israëlisch zangeres
- 1968 - Olof van der Meulen, Nederlands volleyballer
- 1968 - Parker Posey, Amerikaans actrice
- 1969 - Beryl van Praag, Nederlands presentatrice
- 1969 - Martin van Steen, Nederlands wielrenner
- 1970 - José Francisco Porras, Costa Ricaans voetballer
- 1970 - Ingrid Vandebosch, Belgisch model en actrice
- 1971 - Carlos Atanes, Spaanse filmregisseur en toneelschrijver
- 1972 - Gretchen Mol, Amerikaans actrice
- 1974 - Annette Barlo, Nederlands actrice en televisiepresentatrice
- 1975 - José Manuel Pinto, Spaans voetbaldoelman
- 1975 - Tara Reid, Amerikaans actrice
- 1976 - Vlado Glođović, Servisch voetbalscheidsrechter
- 1978 - Tim de Cler, Nederlands voetballer
- 1978 - Brenny Evers, Nederlands voetballer
- 1978 - Nate Holland, Amerikaans snowboarder
- 1978 - Ali Karimi, Iraans voetballer
- 1978 - Júlio Sérgio, Braziliaans voetbaldoelman
- 1979 - Aaron Hughes, Noord-Iers voetballer
- 1979 - Dania Ramírez, actrice uit de Dominicaanse Republiek
- 1980 - Nadia Ejjafini, Bahreins-Italiaans atlete
- 1980 - Luís Fabiano, Braziliaans voetballer
- 1981 - Jéssica Augusto, Portugees atlete
- 1981 - Joe Cole, Engels voetballer
- 1981 - Kaye Styles, Belgisch zanger
- 1982 - Ted DiBiase Jr., Amerikaans professioneel worstelaar
- 1982 - Lynndie England, Amerikaans soldate
- 1982 - Susan Francia, Amerikaans roeister
- 1982 - Melanie Skotnik, Duits/Frans atlete
- 1982 - Sam Sparro, Australisch zanger
- 1983 - Remko Pasveer, Nederlands voetballer
- 1983 - Blanka Vlašić, Kroatisch atlete
- 1983 - Katharina Molitor, Duits atlete en volleybalster
- 1984 - Dulee Johnson, Liberiaans voetballer
- 1985 - Magda Apanowicz, Canadees actrice
- 1986 - Patricia Mayr-Achleitner, Oostenrijks tennisspeelster
- 1986 - Aaron Swartz, Amerikaans computerprogrammeur, schrijver en internetactivist (overleden 2013)
- 1987 - Caroline Hjelt, Zweeds dj (Icona Pop)
- 1988 - Wesley De Kerpel, Belgisch atleet
- 1988 - Jessica Lowndes, Canadees actrice en zangeres
- 1988 - Matt Braly, Thais-Amerikaans televisieproducent
- 1989 - Leonardo Cordeiro, Braziliaans autocoureur
- 1989 - Sanni Leinonen, Fins alpineskiester
- 1989 - SZA (Solána Rowe), Amerikaans singer-songwriter
- 1990 - Roy Bakkenes, Nederlands voetballer
- 1990 - Yang Shin-young, Zuid-Koreaans langebaanschaatsster en voormalig shorttrackster
- 1991 - Riker Lynch, Amerikaans singer-songwriter, acteur en danser
- 1993 - Kevin Giovesi, Italiaans autocoureur
- 1993 - Santeri Paloniemi, Fins alpineskiër
- 1994 - Catalina Pérez Jaramillo, Colombiaans voetbalster
- 1996 - David Aubry, Frans zwemmer
- 1996 - Wiktoria Johansson, Zweeds zangeres
- 1996 - Ryoyu Kobayashi, Japans schansspringer
- 1999 - Clément Braz Afonso, Frans wielrenner
- 2000 - S10 (Stien den Hollander), Nederlands rapper en zangeres
- 2000 - Jasmine Thompson, Brits zangeres
- 2001 - Johannes Lamparter, Oostenrijks noordse combinatieskiër
- 2002 - Joanne van Lieshout, Nederlands judoka
- 2003 - Louise Mountbatten-Windsor, Brits prinses
- 2004 - Menno Huising, Nederlands wielrenner
- 2004 - Amando Lapage, Belgisch voetballer
- 2004 - Nolan Siegel, Amerikaans autocoureur
- 2004 - Jenske Steenwijk, Nederlands voetbalster
- 2004 - Robbin Weijenberg, Nederlands voetballer

## Overleden

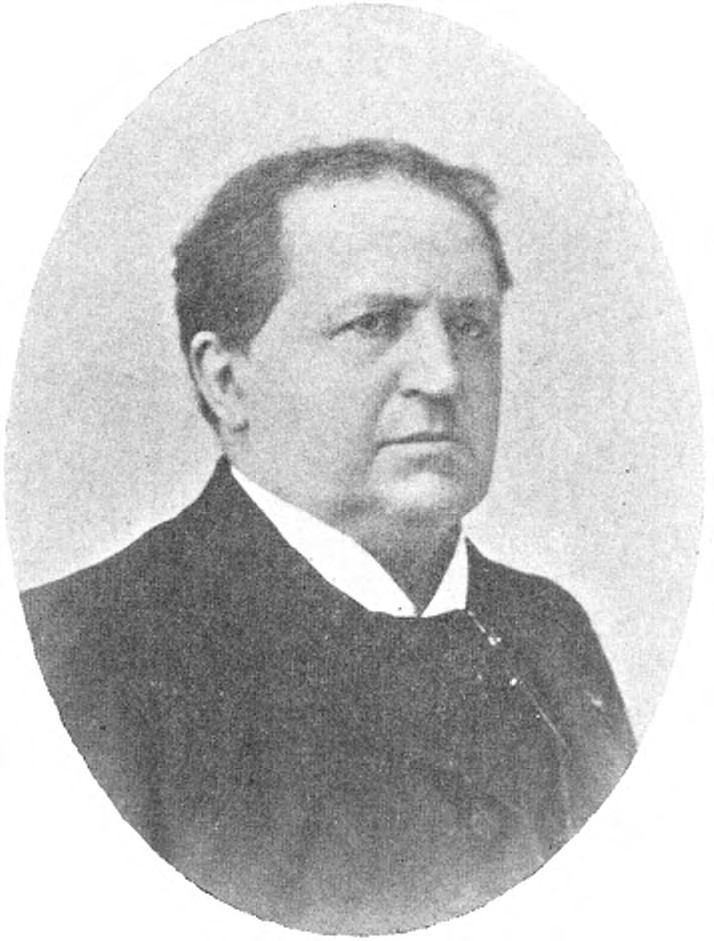
Abraham Kuyper
overleden in 1920

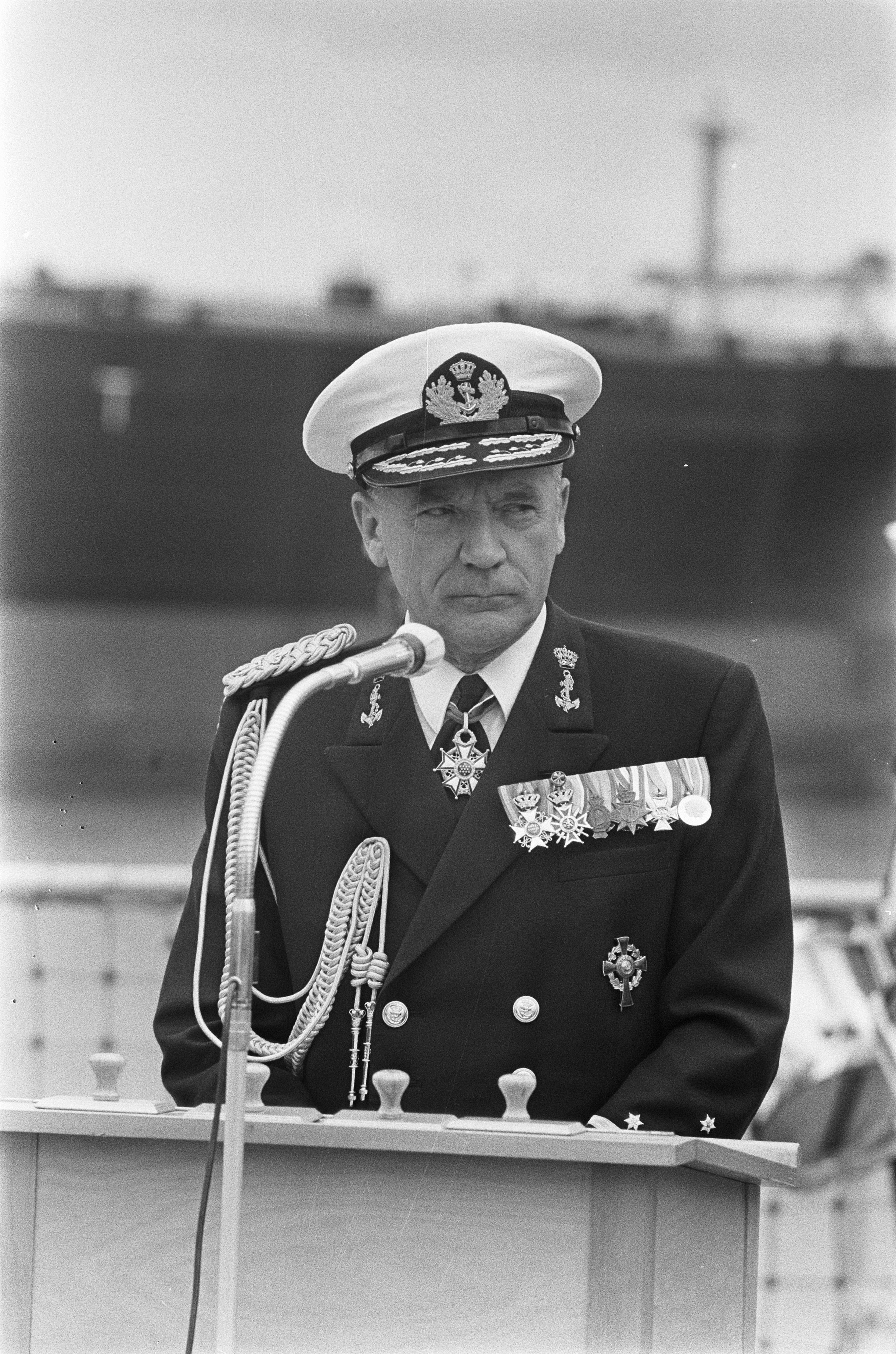
Johannes Langenberg
overleden in 2002

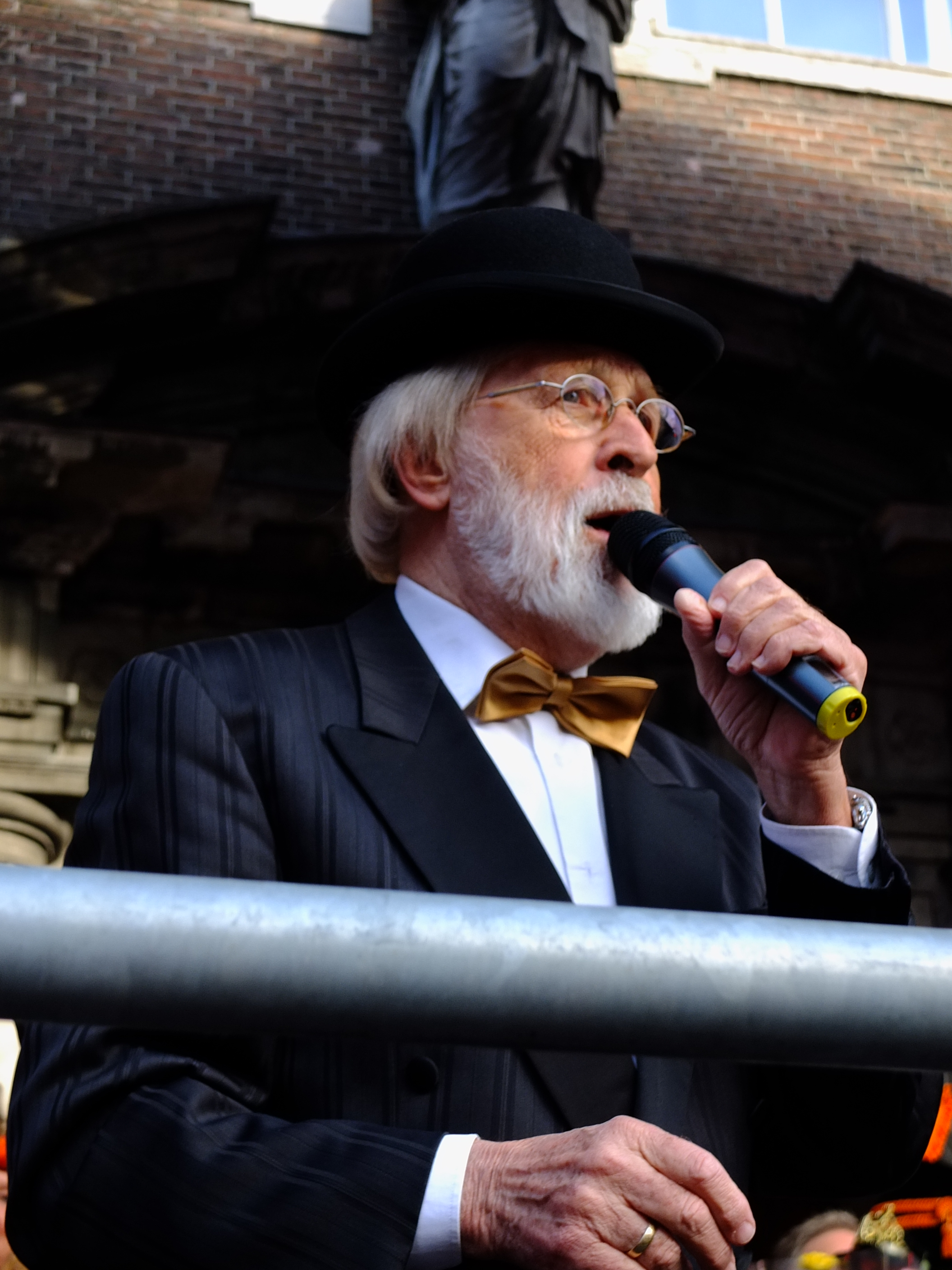
Pierre Kartner als Vader Abraham
overleden in 2022

- 397 - Martinus van Tours (81), heilige Sint-Maarten
- 618 - Adeodatus I, paus van Katholieke Kerk
- 955 - Paus Agapitus II
- 1171 - Boudewijn IV van Henegouwen (63)
- 1226 - Lodewijk VIII (39), Frans koning
- 1246 - Berenguela van Castilië (~66), koningin van Castilië en León
- 1308 - Johannes Duns Scotus (42), Schots theoloog en filosoof
- 1517 - Francisco Jiménez de Cisneros (~61), Spaans staatsman en kardinaal
- 1658 - Witte de With (59), Nederlands zeeheld
- 1674 - John Milton (65), Engels dichter
- 1719 - Michel Rolle (67), Frans rekenkundige
- 1817 - Andrea Appiani (63), Italiaans schilder
- 1830 - Koning Frans I der Beide Siciliën (53)
- 1832 - Marie-Jeanne de Lalande (64), Frans astronome en wiskundige
- 1835 - Alexander Collie, Schots ontdekkingsreiziger en koloniaal chirurg in West-Australië
- 1885 - (Constantijn) Theodoor van Lynden van Sandenburg (59), Nederlands politicus
- 1887 - Doc Holliday (36), Amerikaans gokker en pistoolvechter
- 1890 - César Franck (68), Nederlands-Frans componist en organist
- 1893 - Francis Parkman (70), Amerikaans historicus
- 1908 - Victorien Sardou (77), Frans toneelschrijver
- 1916 - Ernst Möller (25), Duits voetballer
- 1920 - Abraham Kuyper (83), Nederlands theoloog en politicus
- 1940 - Arthur Vierendeel (88), Belgisch ingenieur en bruggenontwerper
- 1945 - August von Mackensen, Duits veldmaarschalk
- 1949 - Cyriel Verschaeve (75), Belgisch collaborateur
- 1953 - Ivan Boenin (83), Russisch schrijver
- 1959 - Heleno de Freitas (59), Braziliaans voetballer
- 1962 - Jack Reynolds (81), Engels voetbaltrainer
- 1966 - Maurice Violon (63), Belgisch volksvertegenwoordiger
- 1968 - Wendell Corey (54), Amerikaans acteur[15]
- 1974 - Ivory Joe Hunter (60), Amerikaans singer-songwriter en pianist
- 1974 - Egon Wellesz (89), Brits componist
- 1975 - Charles Kieffer (65), Amerikaans roeier
- 1978 - Norman Rockwell (84), Amerikaans kunstschilder en illustrator
- 1985 - Nicolas Frantz (86), Luxemburgs wielrenner
- 1985 - Masten Gregory (63), Amerikaans autocoureur
- 1986 - Vjatsjeslav Molotov (96), Sovjet politicus
- 1992 - Kees Broekman (65), Nederlands schaatser
- 1992 - Theunis Heeg (88), NSB-burgemeester van Nieuwe Pekela en leraar lichamelijke opvoeding
- 1998 - Jean-Villain Marais (84), Frans acteur
- 1999 - Jan Verhaert (91), Belgisch atleet
- 2000 - Luc Dupanloup (54), Belgisch tekenaar
- 2001 - Paolo Bertoli (93), Italiaans curiekardinaal
- 2002 - Johannes Langenberg (79), Nederlands marineofficier
- 2003 - Ernst Heinrich Kossmann (81), Nederlands hoogleraar geschiedenis
- 2003 - Hava Rexha (123), officieus oudste mens ter wereld
- 2004 - Lennox Miller (58), Jamaicaans atleet
- 2005 - Robert Bush (79), Amerikaans marinier en ondernemer
- 2005 - Andries van Dantzig (84), Nederlands psychiater
- 2005 - Henk van Riemsdijk (94), Nederlands topfunctionaris
- 2006 - David van Ooijen (66), Nederlands rooms-katholiek geestelijke en politicus
- 2007 - Rogier van Aerde, (90), Nederlands schrijver en journalist
- 2007 - Aad Nuis (74), Nederlands politicoloog, letterkundige, literatuurcriticus, bestuurder, journalist, columnist, essayist, publicist, dichter en politicus
- 2008 - Régis Genaux (35), Belgisch voetballer en voetbaltrainer
- 2008 - Mieczysław Rakowski (81), Pools journalist en politicus
- 2010 - Fred Blankemeijer (84), Nederlands voetballer
- 2010 - Emilio Eduardo Massera (85), Argentijns admiraal en juntalid
- 2011 - Heavy D (44), Amerikaans rapper
- 2011 - Valentin Kozmitsj Ivanov (76), Russisch voetballer
- 2012 - Bob Gilfillan (74), Schots voetballer
- 2012 - Pete Namlook (Peter Kuhlmann) (51), ambienthouse-producer
- 2012 - Cornel Lucas (92), Brits fotograaf
- 2013 - Lică Nunweiller (74), Roemeens voetballer
- 2013 - Paulo de Almeida (Paulinho) (80), Braziliaans voetballer
- 2014 - Hein Essink (80), Nederlands judoka
- 2014 - Dick Rietveld (58), Nederlands zanger
- 2015 - Dora van der Groen (88), Belgisch actrice
- 2016 - Raoul Coutard (92), Frans cameraman en filmregisseur
- 2016 - Helga Ruebsamen (82), Nederlands schrijfster
- 2017 - Antonio Carluccio (80), Italiaans kok
- 2017 - Josip Weber (52), Kroatisch-Belgisch voetballer
- 2021 - Rinus Bennaars (90), Nederlands voetballer
- 2021 - Margo Guryan (84), Amerikaans singer-songwriter, pianiste en producer
- 2021 - Mike Harris (82), Zuid-Afrikaans autocoureur
- 2021 - Vegar Hoel (47), Noors acteur
- 2021 - Mahlagha Mallah (104), Iraans bibliothecaresse en milieuactiviste
- 2021 - Franck Olivier (73), Belgisch zanger
- 2021 - Wilhelm Schraml (86), Duits bisschop
- 2022 - Will Ferdy (95), Belgisch zanger
- 2022 - Claes-Göran Hederström (77), Zweeds zanger
- 2022 - Pierre Kartner (Vader Abraham) (87), Nederlands zanger, componist en producer
- 2023 - Frank Houben (84), Nederlands politicus en bestuurder
- 2023 - Dale Reid (64), Brits golfster
- 2023 - Georges Salmon (90), Belgisch atleet
- 2024 - Betty Bausch-Polak (105), Nederlands Holocaustoverlevende
- 2024 - Michael Eitan (80), Israëlisch politicus
- 2024 - Titinga Frédéric Pacéré (80), Burkinees dichter, griot en jurist

## Viering/herdenking
- Rooms-Katholieke kalender:
  - Heilige Vier Gekroonde Martelaren, Patroons v/d bouwvakkers en de architecten († c. 305), o.a. Secundus, Severianus, Carpoforus en Victorinus van Albano
  - Heilige Godfried († c. 1115)
  - Heilige Willehad († 789) - Gedachtenis (in bisdom Groningen-Leeuwarden)
  - Heilige Gervadius (van Moray) († c. 934)
  - Heilige Elisabeth van de Drie-eenheid († 1906)
  - Heiligen Bisschoppen van Utrecht († 739-1054) - Gedachtenis (in aartsbisdom Utrecht)
  - Zalige Johannes Duns Scotus († 1308)

## Weerextremen

### Nederland
| | Officiële records | Officiële records | Officiële records |      | Landelijke records | Landelijke records | Landelijke records             |
| Gebeurtenis | Jaar              | Extreem           | Locatie           | Jaar | Extreem            | Locatie            |                                |
| --- | ----------------- | ----------------- | ----------------- | ---- | ------------------ | ------------------ | ------------------------------ |
| Laagste etmaalgemiddelde temperatuur (°C) | 1908              | −0,8              | De Bilt           |      | 1908               | −1,7               | Maastricht                     |
| Hoogste etmaalgemiddelde temperatuur (°C) | 2015, 2022        | 13,1              | De Bilt           |      | 2015               | 14,9               | Maastricht                     |
| Laagste minimumtemperatuur (°C) | 1908              | −8,0              | De Bilt           |      | 1908               | −8,0               | De Bilt, Eelde                 |
| Hoogste minimumtemperatuur (°C) | 2022              | 10,7              | De Bilt           |      | 1939               | 12,5               | Maastricht                     |
| Laagste maximumtemperatuur (°C) | 1980              | 2,2               | De Bilt           |      | 1980               | 0,6                | Eelde                          |
| Hoogste maximumtemperatuur (°C) | 2015              | 17,3              | De Bilt           |      | 1983               | 19,2               | Maastricht                     |
| Hoogste uurgemiddelde windsnelheid (m/s) | 1935              | 16,5              | De Bilt           |      | 2001               | 22,0               | Hoek van Holland               |
| Hoogste windstoot (m/s) | 1963              | 22,1              | De Bilt           |      | 2001               | 35,0               | Vlakte van De Raan, Vlissingen |
| Langste zonneschijnduur (uur) | 1981              | 8,3               | De Bilt           |      | 1956               | 8,6                | Maastricht                     |
| Langste neerslagduur (uur) | 2023              | 12,3              | De Bilt           |      | 1991               | 18,8               | Maastricht                     |
| Hoogste etmaalsom van de neerslag (mm) | 2023              | 20,4              | De Bilt           |      | 2001               | 37,4               | Lauwersoog                     |
| Laagste etmaalgemiddelde relatieve vochtigheid (%) | 1908              | 55                | De Bilt           |      | 1908               | 53                 | Maastricht                     |
| Laagste uurwaarde luchtdruk op zeeniveau (hPa) | 2010              | 976,0             | De Bilt           |      | 2010               | 972,7              | Vlissingen                     |
| Hoogste uurwaarde luchtdruk op zeeniveau (hPa) | 1920              | 1035,0            | De Bilt           |      | 1920               | 1035,2             | Maastricht                     |
| Officiële records worden altijd gemeten op het KNMI-weerstation in De Bilt. Landelijke records kunnen worden gemeten op elk officieel KNMI-weerstation in Nederland. |                   |                   |                   |      |                    |                    |                                |

Uitzonderlijke gebeurtenissen
- 1939 - Laatste landelijke zachte dag van het jaar gemeten in Maastricht (maximumtemperatuur ≥ 15 °C op een officieel weerstation)
- 1966 - Laatste landelijke zachte dag van het jaar gemeten in Maastricht (maximumtemperatuur ≥ 15 °C op een officieel weerstation)
- 1982 - Laatste officiële zachte dag van het jaar (maximumtemperatuur ≥ 15 °C in De Bilt)
- 2005 - Laatste officiële zachte dag van het jaar (maximumtemperatuur ≥ 15 °C in De Bilt)
- 2023 - Officieel hoogste etmaalsom van de neerslag in mm van november dit jaar gemeten in De Bilt: 20,4 (voorlopig)

### België
Dagrecords
- 1864 - Laagste etmaalgemiddelde temperatuur −1,2 °C
- 1895 - Hoogste etmaalgemiddelde temperatuur 14,4 °C
- 1864 en 1908 - Laagste minimumtemperatuur −5,4 °C
- 1983 - Hoogste maximumtemperatuur 18,5 °C
- 1979 - Hoogste etmaalsom van de neerslag 22,8 mm

Uitzonderlijke gebeurtenissen
- 1952 - Sneeuw op de hoogplateaus van de Ardennen: Er ligt 16 cm in Saint-Hubert
- 2001 - Aan de kust worden windstoten tot 122 km/u gemeten.

<< · 1 · 2 · 3 · 4 · 5 · 6 · 7 · 8 · 9 · 10 · 11 · 12 · 13 · 14 · 15 · 16 · 17 · 18 · 19 · 20 · 21 · 22 · 23 · 24 · 25 · 26 · 27 · 28 · 29 · 30 · >>